# Babia Góra (Szklary)
Babia Góra (461 m) – wzgórze w miejscowości Szklary, w województwie małopolskim, w powiecie krakowskim, w gminie Jerzmanowice-Przeginia. Znajduje się na Wyżynie Olkuskiej będącej częścią Wyżyny Krakowsko-Częstochowskiej.
Babia Góra wznosi się na prawych zboczach Doliny Szklarki, naprzeciwko skały Brodło. Po południowo-wschodniej stronie Babiej Góry znajduje się drugie, niższe wzgórze 453 m. Obydwa porośnięte są lasem sosnowym.